# Bill Dickens
Bill Dickens, conosciuto anche con l'appellativo di The Buddha (Chicago, 1958), è un bassista, compositore e produttore discografico statunitense.
Conosciuto per la sua rapidità di esecuzione nella tecnica dello slap, Dickens è uno dei più richiesti sessioman a livello mondiale. Nel corso della sua carriera ha suonato con artisti come Pat Metheny, George Michael, Joe Zawinul, Janet Jackson, Grover Washington, Jr., Chaka Khan, Mary J. Blige, Freddie Hubbard, Al Di Meola, Dennis Chambers, Steve Morse, Randy Newman e The Hooters.
Dickens è attivo anche come autore e compositore, infatti appare nei crediti dell'album A Rose Is Still a Rose di Aretha Franklin come autore del brano In Case You Forgot ed ha collaborato come coautore del brano Don't Loose The Magic di Shawn Christopher, che raggiunse la prima posizione nella classifica dance della rivista statunitense Billboard.

## Biografia
Avviato sin dalla tenera età di 3 anni allo studio della batteria, un anno dopo iniziò a suonare il basso e all'età di sette anni si dedicò allo studio del piano. Non riuscendo a trovare come batterista un gruppo dove collocarsi, Dickens si dedicò allo studio del basso elettrico ed iniziò all'età di 13 anni a suonare in un gruppo gospel locale con cui fece la sua prima registrazione in studio.
Una delle figure che maggiormente lo influenzarono durante il periodo della sua infanzia fu quella di Larry Graham, bassista degli Sly & the Family Stone e percussore della tecnica dello slap. Perfezionò questo particolare modo di suonare, legato alla musica funk, studiando la tecnica bassistica sotto la supervisione di Steve Jennings prima e di Monk Montgomery, fratello di Buddy e Wes Montgomery, dopo.
La sua carriera ebbe una svolta fondamentale quando nel 1983 fu chiamato da Ramsey Lewis per la registrazione dell'album Les Fleurs, tale collaborazione si protrasse nel tempo fino al 1989  con la realizzazione di altri due album: A Classic Encounter e Urban Renewal.
Nel 1992 partecipò in qualità di coautore alla stesura del brano Don't Loose The Magic di Shawn Christopher, brano che raggiunse il primo posto nella classifica dei singoli dance della rivista statunitense Billboard.
Nel 1996 suonò assieme ad altri tre bassisti di fama internazionale, Victor Wooten, Steve Bailey e Oteil Burbridge, al concerto "The Day The Bass Players Took Over The World".
Nel 1997 ha partecipato ad un lungo tour in America del Nord con Bobby Rock e Neil Zaza. Durante questo tour è stato registrato un doppio album live, pubblicato l'anno dopo sotto il nome di "Bobby Rock & Neil Zaza", dal titolo Snap, Crackle & Pop...Live!.
Nel 1998 scrisse per Aretha Franklin il brano In Case You Forgot, traccia inclusa nell'album della A Rose Is Still a Rose.
Nel corso della sua carriera Dickens ha scritto due metodi per basso per la Alfred Publishing Co. ed ha pubblicato un DVD per la Warner Bros. dal titolo The Bill Dickens Collection.
Nel 2014 pubblica il suo primo album da solista intitolato Tha Truth.

## Strumentazione e tecnica
Dickens suona di frequente un basso con una maggiore estensione (ERB), cioè un basso elettrico che ha un'estensione superiore al quattro corde classico; normalmente questa viene raggiunta grazie all'aggiunta di una o più corde supplementari o grazie ad un aumento del numero dei tasti.
Nel caso di Dickens il basso utilizzato è un Conklin GTBD-7 (Bill Dickens signature) a 7 corde.

## Opere

### Metodi
- Bass Beyond Limits: Advanced Solo and Groove Concepts, Alfred Publishing Co., Inc., 1998, ISBN 076926493X
- Funk Bass and Beyond, Alfred Publishing Co., Inc., 2003, ISBN 0757916899

### Video
- The Bill Dickens Collection (DVD), Warner Bros. Publications, 2003

## Discografia
- 2014 - Tha Truth